# Orbe

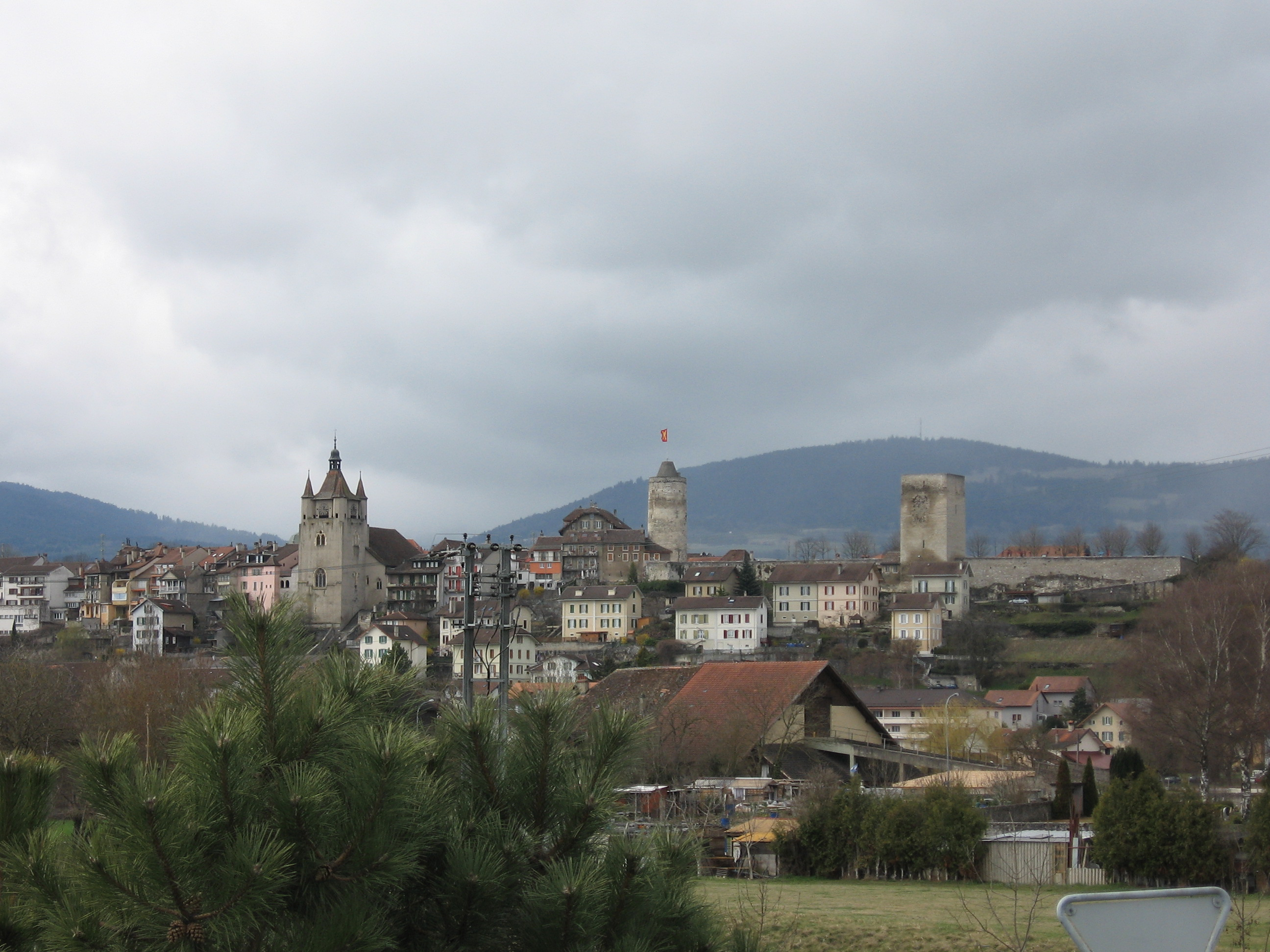
Orbe

Orbe là một đô thị huyện lỵ huyện hành chính Orbe, bang Vaude, Thụy Sĩ. Đô thị này có diện tích km2, dân số thời điểm tháng 12 năm 2009 là 5100 người.
Thị xã có một nhà máy của Nghiên cứu & Phát triển Nestle với một lực lượng làm việc của hơn 500 nhân viên, nhà máy chuyên sản xuất Nespresso và cũng như ngũ cốc Nestles đóng hộp, chiếm hơn 15% tổng kim ngạch nestles / năm, thị xã có một bảo tàng con rối.